# Pseudocryptocoeloma symmetrinudus
Pseudocryptocoeloma symmetrinudus is een krabbensoort uit de familie van de Pilumnidae. De wetenschappelijke naam van de soort is voor het eerst geldig gepubliceerd in 1951 door Edmondson.